# جونغ يو را
جونغ يو را (الكورية: 정유라) مواليد 6 فبراير 1992، هي لاعبة كرة يد كورية جنوبية تلعب كجناح أيمن. مثلت منتخب كوريا الجنوبية لكرة اليد للسيدات. شاركت في دورة الألعاب الأولمبية الصيفية سنة 2012.

## سجل المنافسة
شاركت في البطولات التالية:
- الألعاب الأولمبية الصيفية 2012
- الألعاب الأولمبية الصيفية 2016
- بطولة العالم لكرة اليد للسيدات 2011
- بطولة العالم لكرة اليد للسيدات 2013
- بطولة العالم لكرة اليد للسيدات 2015

## روابط خارجية
- جونغ يو را على موقع الاتحاد الدولي لكرة اليد (الإنجليزية)
- جونغ يو را على موقع اللجنة الأولمبية الدولية (الإنجليزية)
- جونغ يو را على موقع أوليمبيديا (الإنجليزية)